# Olinuxino

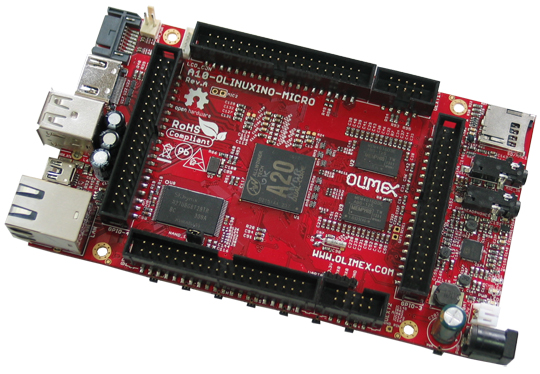
OLinuXino Open Source Hardware Linux dator.

OLinuXino är en enkortsdator med öppen hårdvara för operativsystemen Linux och Android som har utvecklats av det bulgariska företaget OLIMEX Ltd. Projektet finns på GitHub där både mjuk- och hårdvara (CAD-ritningar) finns tillgängliga.
Olinuxion lanserades som en konkurrent till Raspberry Pi. Den var när den kom lite dyrare men även snabbare. Den är dock märkbart större.